# Go! (GEM)
Go! is een nummer van de Nederlandse rockband GEM uit 2006. Het is de derde single van hun tweede studioalbum Escapades.
Het vrolijke, uptempo nummer bereikte de 89e positie in de Nederlandse Single Top 100.